# Pyrgonota funkhouseri
Pyrgonota funkhouseri är en insektsart som beskrevs av Ernst Evald Bergroth 1925. Pyrgonota funkhouseri ingår i släktet Pyrgonota och familjen hornstritar. Inga underarter finns listade i Catalogue of Life.